# Công ty truyền thông Gazprom
Gazprom-Media (tiếng Nga: ОАО Газпром-Медиа) là tập đoàn truyền thông lớn nhất ở Nga. Công ty này thành lập năm 2000 như là một công ty con của Gazprom.
Năm 2000 Gazprom-Media mua NTV, kênh truyền hình toàn quốc duy nhất của tư nhân tại thời điểm đó, cũng như các công ty truyền thông khác của tập đoàn Media Most của Vladimir Gusinsky. Hành động này đã tạo ra một cuộc tranh cãi lớn và dẫn đến những thay đổi đáng kể trong chính sách biên tập của tập đoàn.
Năm 2005, Gazprom-Media mua lại Izvestia, một tờ báo toàn quốc hàng đầu tại Nga.
Tháng 8 năm 2005 Gazprom bán toàn bộ tập đoàn Gazprom-Media cho Gazprombank.

## Các tài sản truyền thông

### Truyền hình
- 2×2
- NTV
- TV-3
- TNT
- Pyatnica!

### Phát thanh
- Autoradio
- CITY-FM 87.9
- Comedy radio
- Ekho Moskvy
- Humor FM
- Kids Radio
- NRJ
- Relax FM 90.8
- Romantica
- Radio NEXT

### Báo và tạp chí
- Seven Days Publishing House (Biên tập bảy ngày):
  - Itogi Lưu trữ ngày 6 tháng 12 năm 2020 tại Wayback Machine (weekly news magazine)
  - Seven Days (Truyền hình bảy ngày)(TV guide)
  - Story Caravan (tạp chí)
  - Story Caravan Collection (tạp chí)

- Tribuna
- Izvestia
- Peterburgskiy Chas Pik
- Headquarters (Sở chỉ huy)